# Mistrzostwa Świata w Piłce Nożnej 2018 (eliminacje strefy AFC)/Grupa 5

## Grupa 5
| Lp. | Drużyna    | M | Mecze | Mecze | Mecze | Bramki | Bramki | Bramki | Pkt |
| Lp. | Drużyna    | M | W     | R     | P     | +      | −      | +/−    | Pkt |
| --- | ---------- | - | ----- | ----- | ----- | ------ | ------ | ------ | --- |
| 1.  | Japonia    | 8 | 7     | 1     | 0     | 28     | 0      | +28    | 22  |
| 2.  | Syria      | 8 | 6     | 0     | 2     | 26     | 11     | +15    | 18  |
| 3.  | Singapur   | 8 | 3     | 1     | 4     | 9      | 9      | 0      | 10  |
| 4.  | Afganistan | 8 | 3     | 0     | 5     | 8      | 24     | −16    | 9   |
| 5.  | Kambodża   | 8 | 0     | 0     | 8     | 1      | 27     | −26    | 0   |

## Mecze
| 11 czerwca 2015 13:30 CEST | Kambodża | 0:4(0:3)Raport | Singapur · 9' Amri · 21', 35' Baharudin · 55' Nawaz | Stadion Olimpijski, Phnom Penh Widzów: 63 000 Sędzia: Liu Kwok Man |
|                            |          |                |                                                     |                                                                    |

| 11 czerwca 2015 17:30 CEST | Afganistan | 0:6(0:3)Raport | Syria · 19', 35' Rafe · 40' Ajan · 70' Al Hussain · 75' Malki · 90+3' (k) Khribin | Stadion Samen Al-Aeme, Meszhed (Iran) Widzów: 7647 Sędzia: Ilgiz Tantashev |
|                            |            |                |                                                                                   |                                                                            |

| 18 czerwca 2015 12:30 CEST | Japonia | 0:0(0:0)Raport | Singapur | Stadion Saitama, Saitama Widzów: 57 533 Sędzia: Mohanad Qasim Eesee Sarray |
|                            |         |                |          |                                                                            |

| 18 czerwca 2015 13:30 CEST | Kambodża | 0:1(0:0)Raport | Afganistan · 86' Zazai | Stadion Olimpijski, Phnom Penh Widzów: 55 000 Sędzia: Marai Al-Awaji |
|                            |          |                |                        |                                                                      |

| 3 września 2015 12:25 CEST | Japonia · Honda 28' · Yoshida 50' · Kagawa 61' | 3:0(1:0)Raport | Kambodża | Stadion Saitama, Saitama Widzów: 54 716 Sędzia: Kim Hee-gon |
|                            |                                                |                |          |                                                             |

| 3 września 2015 18:00 CEST | Syria · Al-Jafal 59' | 1:0(0:0)Raport | Singapur | Sultan Qaboos Sports Complex, Maskat (Oman) Widzów: 100 Sędzia: Yousef Al-Marzouq |
|                            |                      |                |          |                                                                                   |

| 8 września 2015 13:30 CEST | Kambodża | 0:6(0:4)Raport | Syria · 29', 39' Khribin · 31' Malki · 45' Al-Mawas · 50' Midani · 81' Omari | Stadion Olimpijski, Phnom Penh Widzów: 35 000 Sędzia: Wang Di |
|                            |          |                |                                                                              |                                                               |

| 8 września 2015 14:25 CEST | Afganistan | 0:6(0:2)Raport | Japonia · 10', 49' Kagawa · 35' Morishige · 57', 60' Okazaki · 74' Honda | Stadion Azadi, Teheran (Iran) Widzów: 8650 Sędzia: Khamis Al-Kuwari |
|                            |            |                |                                                                          |                                                                     |

| 8 października 2015 14:00 CEST | Singapur · Amri 72' | 1:0(0:0)Raport | Afganistan | Stadion Narodowy, Kallang Widzów: 5400 Sędzia: Ng Chiu Kok |
|                                |                     |                |            |                                                            |

| 8 października 2015 15:00 CEST | Syria | 0:3(0:0)Raport | Japonia · 55' (k) Honda · 70' Okazaki · 88' Usami | Seeb Stadium, As-Sib (Oman) Widzów: 680 Sędzia: Ravshan Irmatov |
|                                |       |                |                                                   |                                                                 |

| 13 października 2015 14:00 CEST | Singapur · Ramli 17' · Nawaz 47' | 2:1(1:0)Raport | Kambodża · 66' Suhana | Stadion Narodowy, Kallang Widzów: 6650 Sędzia: Kim Dae-yong |
|                                 |                                  |                |                       |                                                             |

| 13 października 2015 18:00 CEST | Syria · Omari 9', 21', 83' · Al-Mawas 33', 90+1' | 5:2(3:1)Raport | Afganistan · 44' Amiri · 78' Shayesteh | Seeb Stadium, As-Sib (Oman) Widzów: 200 Sędzia: Dmitriy Mashentsev |
|                                 |                                                  |                |                                        |                                                                    |

| 12 listopada 2015 12:15 CET | Singapur | 0:3(0:2)Raport | Japonia · 20' Kanazaki · 26' Honda · 87' Yoshida | Stadion Narodowy, Kallang Widzów: 33 868 Sędzia: Fahad Al-Mirdasi |
|                             |          |                |                                                  |                                                                   |

| 12 listopada 2015 12:30 CET | Afganistan · Zazai 43' · Amiri 78' · Amani 90+3' | 3:0(1:0)Raport | Kambodża | Takhti Stadium, Teheran (Iran) Widzów: 2585 Sędzia: Adham Makhadmeh |
|                             |                                                  |                |          |                                                                     |

| 17 listopada 2015 13:00 CET | Singapur · Safuwan 89' (k) | 1:2(0:1)Raport | Syria · 20', 90+3' Khribin | Stadion Narodowy, Kallang Widzów: 7468 Sędzia: Kim Jong-hyeok |
|                             |                            |                |                            |                                                               |

| 17 listopada 2015 13:15 CET | Kambodża | 0:2(0:0)Raport | Japonia · 52' (sam.) Laboravy · 90' Honda | Stadion Olimpijski, Phnom Penh Widzów: 29 871 Sędzia: Fu Ming |
|                             |          |                |                                           |                                                               |

| 24 marca 2016 11:35 CET | Japonia · Okazaki 43' · Kiyotake 58' · Muchammad 63' (sam.) · Yoshida 74' · Kanazaki 78' | 5:0(1:0)Raport | Afganistan | Stadion Saitama, Saitama Widzów: 48 967 Sędzia: Chris Beath |
|                         |                                                                                          |                |            |                                                             |

| 24 marca 2016 17:00 CET | Syria · Khribin 8', 19' · Kalassi 57' · Makara 71' (sam.) · Al Hussain 81' · Malki 85' | 6:0(2:0)Raport | Kambodża | Seeb Stadium, As-Sib (Oman) Widzów: 100 Sędzia: Mohanad Qasim Eesee Sarray |
|                         |                                                                                        |                |          |                                                                            |

| 29 marca 2016 12:30 CEST | Afganistan · Amani 39' · Shirdel 79' | 2:1(1:0)Raport | Singapur · 89' Nawaz | Takhti Stadium, Teheran (Iran) Widzów: 24 500 Sędzia: Fu Ming |
|                          |                                      |                |                      |                                                               |

| 29 marca 2016 12:30 CEST | Japonia · Al Masri 17' (sam.) · Kagawa 66', 90' · Honda 86' · Haraguchi 90+3' | 5:0(1:0)Raport | Syria | Stadion Saitama, Saitama Widzów: 57 475 Sędzia: Alireza Faghani |
|                          |                                                                               |                |       |                                                                 |